# Eurytion yungarum
Eurytion yungarum är en mångfotingart som beskrevs av Pereira 2005. Eurytion yungarum ingår i släktet Eurytion och familjen storjordkrypare. Inga underarter finns listade i Catalogue of Life.